# Фрационе Чернизио (Торино)
Фрационе Чернизио је насеље у Италији у округу Торино, региону Пијемонт.
Према процени из 2011. у насељу је живело 4 становника. Насеље се налази на надморској висини од 1028 м.